# World Aquatics
A World Aquatics (anteriormente, Federação Internacional de Natação) é a entidade reconhecida pelo COI responsável por administrar competições internacionais nos desportos aquáticos. Sua sede fica em Lausanne, na Suíça.
O presidente atual da Federação é Husain Al-Musallam, do Kuwait.

## História
FINA foi fundada em 19 de julho de 1908 no Hotel de Manchester em Londres no final dos Jogos Olímpicos de Verão de 1908 pelas federações belga, britânica, dinamarquesa, finlandesa, francesa, alemã, húngara e sueca. 
Desde 2023, a entidade passou a se chamar World Aquatics.

## Membros
Na reunião da FINA de junho de 2017, o Butão tornou-se a 208ª federação menbro da FINA,   e em 30 de novembro de 2017, Anguilla tornou-se a 209ª federação membro da FINA.  Os membros são agrupados por continente, e existem 5 associações continentais das quais eles podem escolher ser um membro: 
- África (52): Confederação Africana da Natação (CANA)
- Américas (45):  União de Natação das Américas (UNA)
- Ásia (45): Federação de Natação da Ásia (FNA)
- Europa (52):  Liga Europeia de Natação  (LEN)
- Oceania (15): Associação de Natação da Oceania  (ONO)

Nota: O número após cada nome continental é o número de membros da FINA que se enquadram na área geográfica especificada. Não é necessariamente o número de membros na associação continental.

## Lista de Presidentes

Logotipo atual da World Aquatics

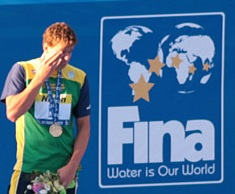
Antigo logotipo à direita do nadador.

| Presidentes da FINA por país | Presidentes da FINA por país | Presidentes da FINA por país |
| Nome                         | País                         | Mandato                      |
| ---------------------------- | ---------------------------- | ---------------------------- |
| George Hearn                 | Reino Unido                  | 1908–1924                    |
| Erik Bergvall                | Suécia                       | 1924–1928                    |
| Émile-Georges Drigny         | França                       | 1928–1932                    |
| Walther Binner               | Alemanha                     | 1932–1936                    |
| Harold Fern                  | Reino Unido                  | 1936–1948                    |
| Rene de Raeve                | Bélgica                      | 1948–1952                    |
| M.L. Negri                   | Argentina                    | 1952–1956                    |
| Jan de Vries                 | Países Baixos                | 1956–1960                    |
| Max Ritter                   | Alemanha                     | 1960–1964                    |
| William Berge Phillips       | Austrália                    | 1964–1968                    |
| Javier Ostos                 | México                       | 1968–1972                    |
| Harold Henning               | Estados Unidos               | 1972–1976                    |
| Javier Ostos                 | México                       | 1976–1980                    |
| Ante Lambasa                 | Iugoslávia                   | 1980–1984                    |
| Robert Helmick               | Estados Unidos               | 1984–1988                    |
| Mustapha Larfaoui            | Argélia                      | 1988–2009                    |
| Julio Maglione               | Uruguai                      | 2009–2022                    |
| Husain Al-Musallam           | Kuwait                       | 2022-presente                |

## Eventos
- Campeonato Mundial de Esportes Aquáticos
- Campeonato Mundial de Natação em Piscina Curta
- Campeonato Mundial Júnior de Natação